# تفجير كابول الانتحاري مارس 2018
في 21 مارس 2018 حوالي الساعة 12:00 ظهراً (7:30 صباحاً حسب التوقيت العالمي المنسق) وقع تفجير انتحاري في كابول بالقرب من مزار شيعي في منطقة كارتشي سخي. اوقع الهجوم ما لا يقل عن 33 قتيلا و 65 جريحا. أعلن تنظيم داعش مسؤوليته عن الهجوم.

## الهجوم
كانت كابول في حالة تأهب لشن هجمات خلال عيد النوروز الذي يمثل رأس السنة الفارسية. وقع الهجوم في مزار سخي، وهو مزار شيعي في منطقة كارتشي سخي ويتردد عليه في مختلف المناسبات. وقد استهدف المزار مرتين في السابق، ففي أكتوبر 2016 قُتل 14 شخصاً خلال مراسم عاشوراء هناك، وقتل 11 شخصاً في تفجير وقع عام 2011. صرح المتحدث باسم وزارة الداخلية الأفغانية، نجيب الله دانيش، بأن المهاجم اقترب من المزار مشياً على الأقدام، وعندما وصل إلى نقاط التفتيش وتعرفت الشرطة عليه، قام بتفجير المتفجرات التي كان يحملها. أعلن ناطق باسم وزارة الصحة مقتل لا يقل عن 31 شخصاً وجرح 65 آخرين.

## المسئولية
أعلنت وكالة أعماق للأنباء التابعة لتنظيم داعش، مسؤولية التنظيم عن الهجوم الذي استهدف بشكل خاص الشيعة الذين كانوا يحتفلون بعيد النوروز. وقد استهدف داعش مرارًا وتكرارًا المسلمين الشيعة على مدار السنوات القليلة الماضية.

## أعقاب
قال المتحدث باسم شرطة كابول بأن الشرطة بدأت تحقيقا حول الحادث. وقد ادعى الناجون من الحادث ان الحكومة قللت بشكل واضح من عدد الوفيات في التفجير.

## ردود الفعل
- أفغانستان: بعد وقت قصير من الهجوم، أجرى المذيع الألماني دويتشه فيله مقابلة مع مستشار الأمن القومي الأفغاني حنيف أتمار حول إستراتيجية البلاد لمكافحة التطرف، فأدان المستشار الهجوم الانتحاري وأبرز أن الغرب والبلد يشتركان في «تهديد مشترك» يواجههما.[11]
- هند: أدانت وزارة الخارجية الهندية هذا الهجوم «اللاإنساني الهمجي»، وعرضت تقديم أي مساعدة ضرورية لأفغانستان.[12]
- الأمم المتحدة: أدان تاداميتشي ياماموتو، الممثل الخاص للأمين العام ورئيس بعثة الأمم المتحدة للمساعدة في أفغانستان بشدة التفجير الانتحاري ووصف الهجمات بأنها «غير مبررة»
- الولايات المتحدة:- أدان سفير الولايات المتحدة الأمريكية لدى أفغانستان، جون باس، الهجوم وقال: «أشعر بحزن عميق إزاء هذا الهجوم المشين الذي وقع اليوم بالقرب من جامعة كابول في بداية العام الجديد».[9]
- باكستان: أدان رئيس الوزراء الباكستاني شهيد خاقان عباسي في اجتماع مع السفير الافغانى عمر زخيلوال هذا التفجير الانتحاري وأعرب عن حزنه العميق على خسائر الأرواح.[13]